# إيناس بلومو
إيناس بلومو(من مواليد 21 يونيو 2001) هي لاعبة كرة قدم تلعب في مركز الظهير الأيسر لصالح نادي مالمو السويدي على سبيل الإعارة من نادي وست هام يونايتد في الدوري الممتاز للسيدات. ولدت في فرنسا، وتلعب للمنتخب الجزائري.

## المسيرة الكروية
ولدت في مارتيج، بدأت لعب كرة القدم لصالح النادي المحلي في سن الخامسة، ثم انتقلت بعد ذلك إلى صفوف الشباب المختلطة؛ في عام 2016، عندما كانت تبلغ من العمر 15 عامًا، بدأت في حضور مركز تدريب INSEP في باريس، بينما انضمت في الوقت نفسه إلى أكاديمية مرسيليا.
في 18 مايو 2018، ظهرت لأول مرة كلاعبة احترافية، عندما دخلت بديلة لمود أنطوان في الدقيقة 80 من مباراة خسرتها أمام ليون بنتيجة 7-0 في الدوري. في نهاية موسم 2017-2018، غادرت مرسيليا بعد رفض عرض للحصول على صفقة احترافية.
في يونيو 2018، انضمت إلى نادي مونبلييه النسائي من الدرجة الأولى في صفقة انتقال مجانية. بعد موسم مع فريق تحت 19 عامًا، وقعت أول عقد احترافي لها مع النادي في سبتمبر 2019. ثم ظهرت لأول مرة مع فريق مونبلييه في 28 سبتمبر من نفس العام، عندما دخلت بدلاً من إيفا لانديكا في الدقيقة 69 ضد ديجون.
في 21 يوليو 2023، انضمت إلى نادي بايرن ميونيخ الألماني في صفقة دائمة، ووقعت عقدًا لمدة عامين. شاركت لأول مرة مع النادي البافاري في 8 أكتوبر، حيث دخلت بدلاً من ليندا دالمان في الدقيقة 70 ضد إيسن.
في يوليو 2024، وقعت عقدًا لمدة ثلاث سنوات مع نادي وست هام يونايتد في الدوري الممتاز للسيدات. وأعيرت على الفور إلى لاتسيو لموسم 2024-2025، حيث ستجمع النقاط اللازمة لتلبية معايير تأييد الهيئة الحاكمة (GBE) لتأشيرات اللاعبين الدوليين.

## المسيرة الدولية
ولدت في فرنسا، وهي من أصول جزائرية. مثلت فرنسا في مستوى تحت 17 عامًا وتحت 19 عامًا وتحت 23 عامًا.
في 5 فبراير 2025، وافق الاتحاد الدولي لكرة القدم (الفيفا) على طلبها بتغيير ولائها الدولي إلى الجزائر. بعد 14 يومًا، ظهرت لأول مرة مع المنتخب الجزائري ضد منتخب جنوب السودان.

## أسلوب اللعب
تلعب بمركز ظهير أيسر دفاعي، ويمكنها أيضًا اللعب ظهير أيسر. وتمتلك مهارات دفاعية، فضلاً عن تقنيتها، ووعيها التكتيكي وخفة حركتها.
على الرغم من مقارنتها بسكينة قرشاوي، إلا أنها ذكرت أيضًا مارسيلو كواحد من نماذجها الكروية.

## الحياة الشخصية
هي أخت لأصغر ستة أطفال، وهي الأخت الصغرى للاعبي كرة القدم المحترفين بدر الدين وسمير بيلومو. لديها أيضًا ثلاث شقيقات، جميعهن لاعبات كرة يد.

## الأوسمة
بايرن ميونيخ
- الدوري الألماني للسيدات: 2023–24[24]

## روابط خارجية
- إيناس بلومو على موقع اتحاد السويد (السويدية)
- إيناس بلومو على موقع قاعدة بيانات كرة القدم.إي يو (الإنجليزية)
- إيناس بلومو على موقع Soccerway.com (الإنجليزية)
- إيناس بلومو على موقع عالم كرة القدم.نت (الإنجليزية)